# Старинский, Олег Михайлович
Олег Михайлович Старинский (укр. Олег Михайлович Старинський; род. 28 ноября 1985, Белая Церковь, Киевская область) — украинский футбольный тренер.

## Биография
Родился в Белой Церкви. Его отец — футболист и тренер. Начал играть в футбол в семь лет. В детско-юношеской футбольной лиге Украины играл с 1999 по 2003 год за белоцерковский «Каменяр». После школы поступил Киевский международный университет, где учился на режиссёра. В 2007 и 2008 году его фильмы были представлены на киевском международном кинофестивале «Молодость».
Параллельно с учёбой тренировал детей вместе с Сергеем Капустой в Белой Церкви. Являлся режиссёром программы «Под прицелом» на ICTV. Непродолжительное время работал спортивным журналистом. Писал для газеты «Болельщик».
В итоге он сосредоточился работе в футболе. Прошёл курсы Федерации футбола Украины и получил тренерскую лицензию категории «В». Работал в Киевской областной федерации футбола и тренером в академии «Арсенала» из Белой Церкви. Стажировался в детском лагере «Милана». В 25 лет пробовал себя в качестве футболиста в Индонезии, где получал около двух тысяч долларов, но завершил выступления из-за травмы.
Вслед за своей супругой, уроженкой Крыма, моделью Дарьей Троицкой, в 2012 году переехал в Малайзию. Работал детским тренером в частной футбольной академии «Гол» . В 2015 году отправил резюме в Федерацию футбола Малайзии и после собеседования со швейцарцем Фрицем Шмидом стал ассистентом главного тренера юношеской сборной Малайзии до 16 лет.
После этого работал тренером в юношеской команде камбоджийского клуба «Пномпень Краун», которую привёл к победе в чемпионате Камбоджи до 19 лет в 2016 году. С августа 2016 года входил в тренерский штаб сборной Камбоджи до 19 лет.
В ноябре 2016 года заключил контракт с «Пномпень Краун» в качестве главного тренера, сменив на этом посту Сэма Швайнгрубера. По итогам сезона 2017 года команда заняла пятое место, отстав от чемпиона на шесть очков. 2018 год провёл в малайзийской академии «Дестини», после чего стал ассистентом главного тренера в молдавской «Сперанце».
В июле 2019 года вернулся на родину благодаря Хорхе Раффо, который предложил ему возглавить отдел видеоаналитики в донецком «Шахтёре» в юношеской команде до 19 лет, где работал под руководством Андреса Карраско.
В ноябре 2020 года вернулся в «Пномпень Краун», который рассматривал кандидатуру украинца среди трёх других иностранных тренеров. Под его руководством команда дважды выигрывала чемпионат Камбоджи (2021, 2022), становился дважды победителем Суперкубка и Кубка лиги Камбоджи. По итогам сезона 2022 года был признан лучшим тренером чемпионата Камбоджи.

## Достижения
- Чемпион Камбоджи: 2021, 2022
- Победитель Суперкубка Камбоджи: 2022, 2023
- Победитель Кубка лиги Камбоджи: 2022, 2023